# Anna Bogdan
Anna Antonina Bogdan – polska inżynier, doktor habilitowana nauk technicznych. Specjalizuje się w wentylacji i klimatyzacji oraz komforcie termicznym. Profesor na Wydziale Instalacji Budowlanych, Hydrotechniki i Inżynierii Politechniki Warszawskiej.

## Życiorys
W 2007 uzyskała stopień doktorski na podstawie pracy pt. Intensyfikacja pobudzanego mechanicznie konwekcyjnego wznoszenia powietrza (promotorem pracy był prof. Bogdan Mizieliński). Habilitowała się w 2012 na podstawie oceny dorobku naukowego i rozprawy Cieplne oddziaływanie organizmu człowieka na zmiany mikroklimatu w pomieszczeniu. Pracuje jako profesor nadzwyczajny w Zakładzie Klimatyzacji i Ogrzewnictwa Wydziału Instalacji Budowlanych, Hydrotechniki i Inżynierii Politechniki Warszawskiej. Pracowała też jako profesor w Centralnym Instytucie Ochrony Pracy.

## Wybrane publikacje
- Zespół chorego budynku : ocena parametrów środowiska pracy (współautorka), Centralny Instytut Ochrony Pracy, Warszawa 2007, ISBN 978-83-7373-023-6
- Cieplne oddziaływanie organizmu człowieka na zmiany mikroklimatu w pomieszczeniu, Centralny Instytut Ochrony Pracy, Warszawa 2011, ISBN 978-83-7373-084-7
- Oddziaływanie środowiska termicznego na organizm człowieka (współautorka), Centralny Instytut Ochrony Pracy, Warszawa 2012, ISBN 978-83-7373-128-8
- ponadto artykuły publikowane w czasopismach naukowych, m.in. w "Building and Environment", "Bezpieczeństwie Pracy" oraz "Fibres & Textiles in Eastern Europe"[4][5][6][7]

## Odznaczenia
- Złoty Krzyż Zasługi (2024)[8]